# Kummelbystenen
Kummelbystenen, med signum U Fv1953;263, är en runsten från sent 1000-tal som står  vid Kummelby kyrka i Helenelund i Sollentuna socken och  kommun, Uppland.

## Historia
Kummelby gamla by låg vid nuvarande Kummelby kyrka. De sista spåren av byn försvann på 1950-talet när ny bebyggelse etablerades i området.   När det grävdes efter utfyllnadsmassor till byggandet av en ny fastighet på Nyodlingsvägen 4 hittade man den 20 oktober 1953 en runsten från vikingatiden. Stenen låg på den plats som en gång varit gårdsplan i gamla Kummelby.
Stenen står i dag vid Kummelby kyrka, nära fyndplatsen.

## Stenen
Runstenen av grå granit med inslag av kvarts är 200 cm hög, 140 cm bred och cirka 27 cm tjock. I huvudsak är den rätt väl bibehållen, men ett stycke av toppens högra del saknas och därigenom har omkring tio runor gått förlorade. I övrigt är ristningen i stort sett tydlig.

## Inskriften
Translitterering av runraden:
elka ' lit raisa stain ' eftiʀ ' sua͡rtik ' b... ... ... -t ' eystain ' uk ' at ' emink ' suni ÷ sina ' in ' ikulfastr
Normalisering till runsvenska:
Hælga let ræisa stæin æftiʀ Sværting, b[onda] ... ... [a]t Øystæin/Æistæin ok at Hæming, syni sina. En Igulfastr [risti].
Översättning till nusvenska:
Helga lät resa stenen efter Svärting, sin man, och efter Östen och efter Häming, sina söner. Och Igulfast (ristade).